# 罗斯卡
49°21′46″N 29°36′21″E / 49.36278°N 29.60583°E
罗斯卡（烏克蘭語：Роська），2024年9月前名为五月一日村（烏克蘭語：Перше Травня），是位於烏克蘭北部的村莊，由基辅州白采爾克瓦區的泰蒂伊夫市鎮負責管轄。該村面積0.3平方公里，海拔高度189米，2001年人口1，人口密度每平方公里3.4人。
2024年9月19日，乌克兰最高拉达将此村的名字改为罗斯卡。